# Kloster Voroneț

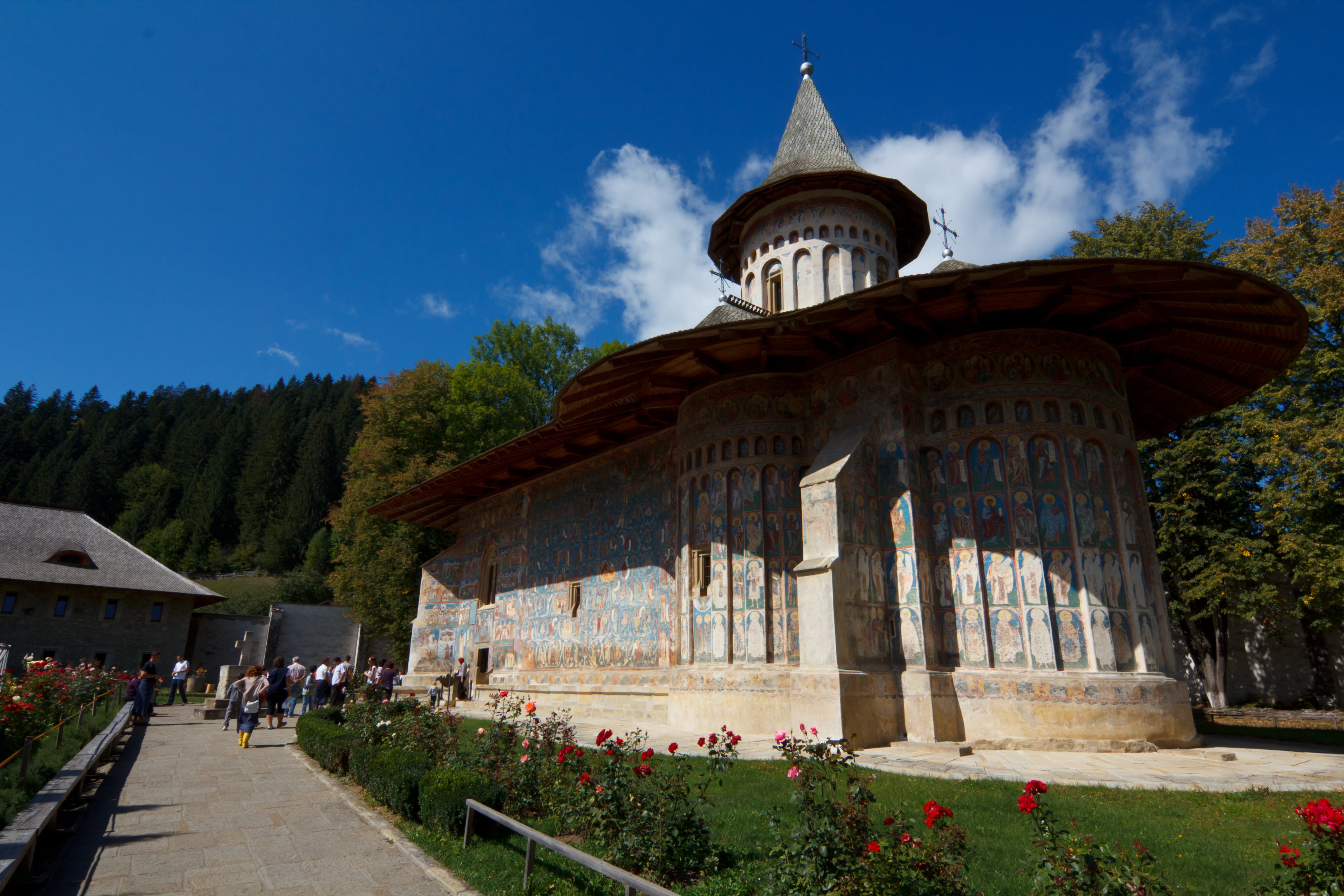
Die Klosterkirche

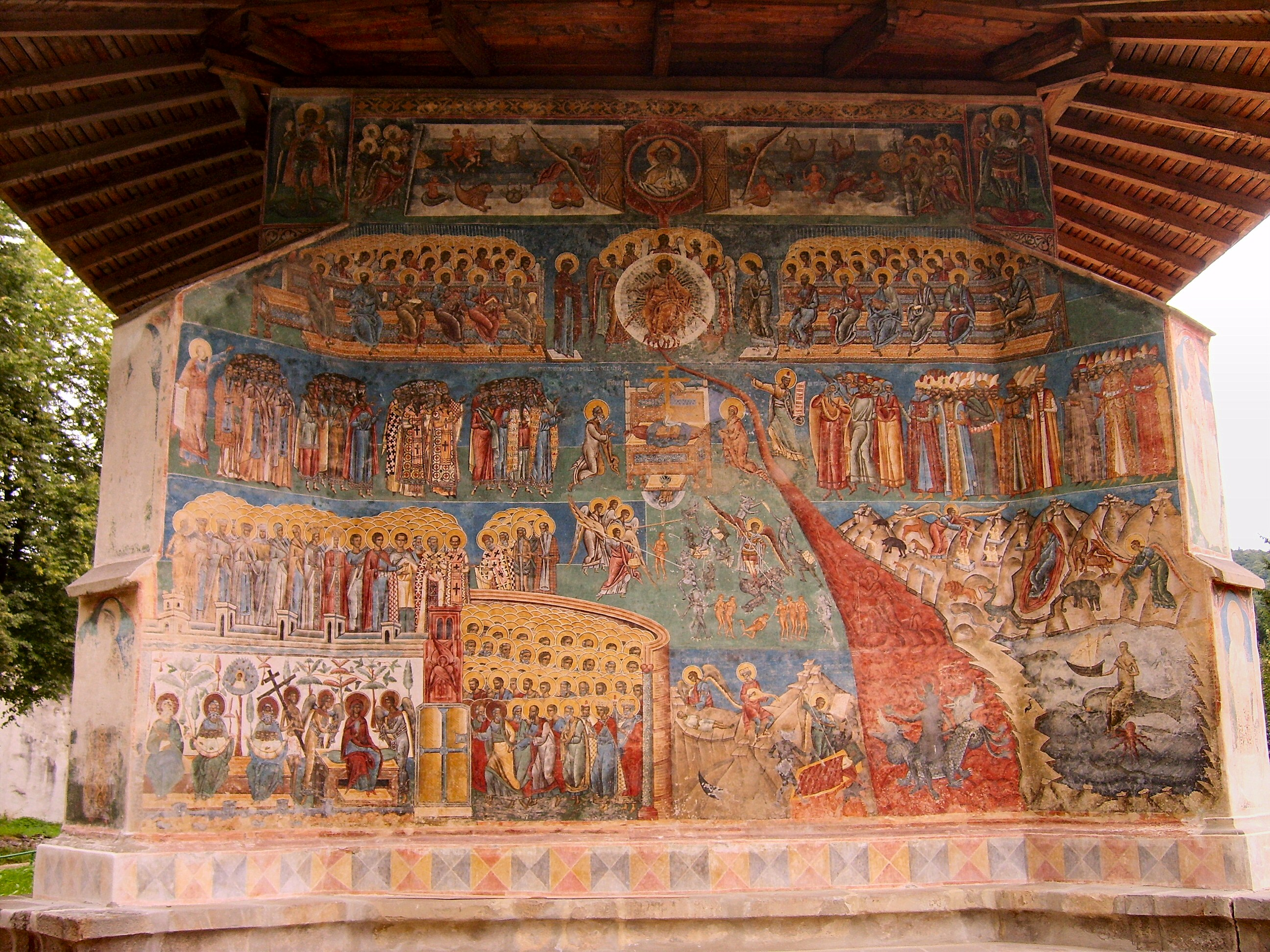
Darstellung des Jüngsten Gerichts

Das Kloster Voroneț (rumänisch Mănăstirea Voroneț) liegt in der Gemarkung Voroneț der Kleinstadt Gura Humorului im Kreis Suceava in der historischen Region Bukowina in Rumänien.
Die innerhalb der Klostermauern liegende Kirche Sfântul Gheorghe („Heiliger Georg“) wurde 1993 zusammen mit anderen Kirchen in der Moldau in die Liste des UNESCO-Weltkulturerbes aufgenommen. Die übrigen Klosterbauten sind nicht mehr vorhanden.

## Geschichte
Stefan der Große baute einer Legende nach das Kloster Voroneț zur Erinnerung an den Sieg in der Schlacht von Vaslui. Die berühmte Klosterkirche des Heiligen Georg wurde als Trikonchos in der Zeit vom 26. Mai bis zum 14. September 1488 errichtet. Erst im Jahr 1547 – während der Herrschaft von Stefans Sohn Petru Rareș – wurde das Vordach hinzugefügt und die bereits zu Baubeginn vorgesehene Bemalung der Kirchenaußenmauern, unter der Aufsicht des Bischofs Grigore Roscas, dessen Gebeine dort begraben liegen, zu Ende geführt.

## Fresken
Wegen der exzellenten Fresken wird die Kirche auch „Sixtinische Kapelle des Ostens“ genannt. An der gesamten Westaußenwand des Gebäudes befindet sich die Darstellung des Jüngsten Gerichts. Die Malereien an der Südseite stellen den „Stammbaum Jesses“ dar.
Wettereinflüsse haben die Nordseite am stärksten beschädigt. Auf dieser Seite sind Adam und Eva im Paradies sowie der Akathistos-Hymnos abgebildet. Auf der östlichen Seite befinden sich Märtyrer, Apostel und Heilige, die sich anbetend der Muttergottes mit dem Jesuskind zuwenden. Eine Besonderheit der „Heiligen Hierarchien“ in Voroneț ist, dass auch Philosophen des Altertums wie Aristoteles, Platon, Sokrates und andere vertreten sind, weiter auch die Sibylle als antike Seherin. Die besonders schönen mittelalterlichen Malereien und die farbliche Gestaltung, das sogenannte „Voroneț-Blau“, sind einmalig in der religiösen moldauischen Malerei.

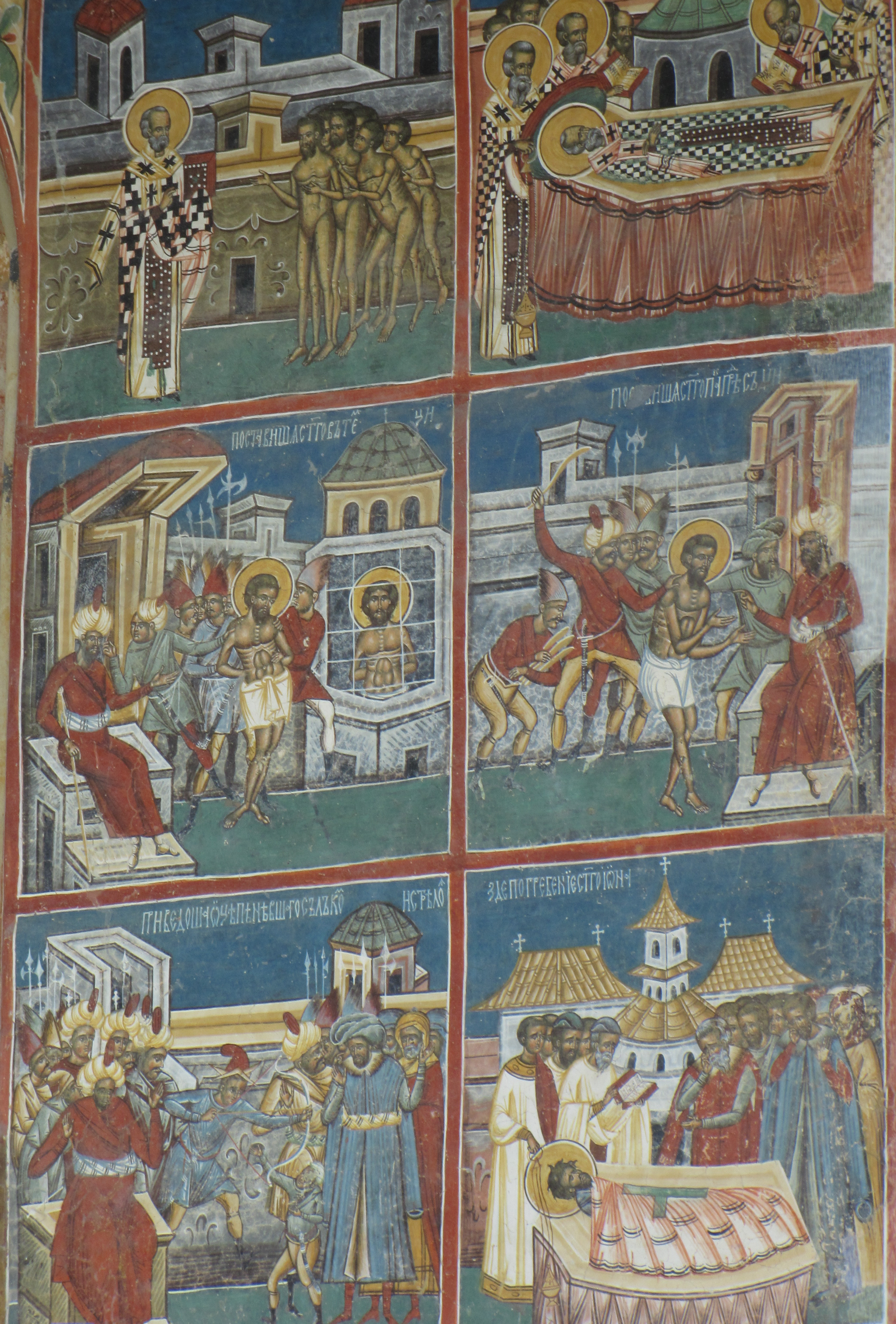
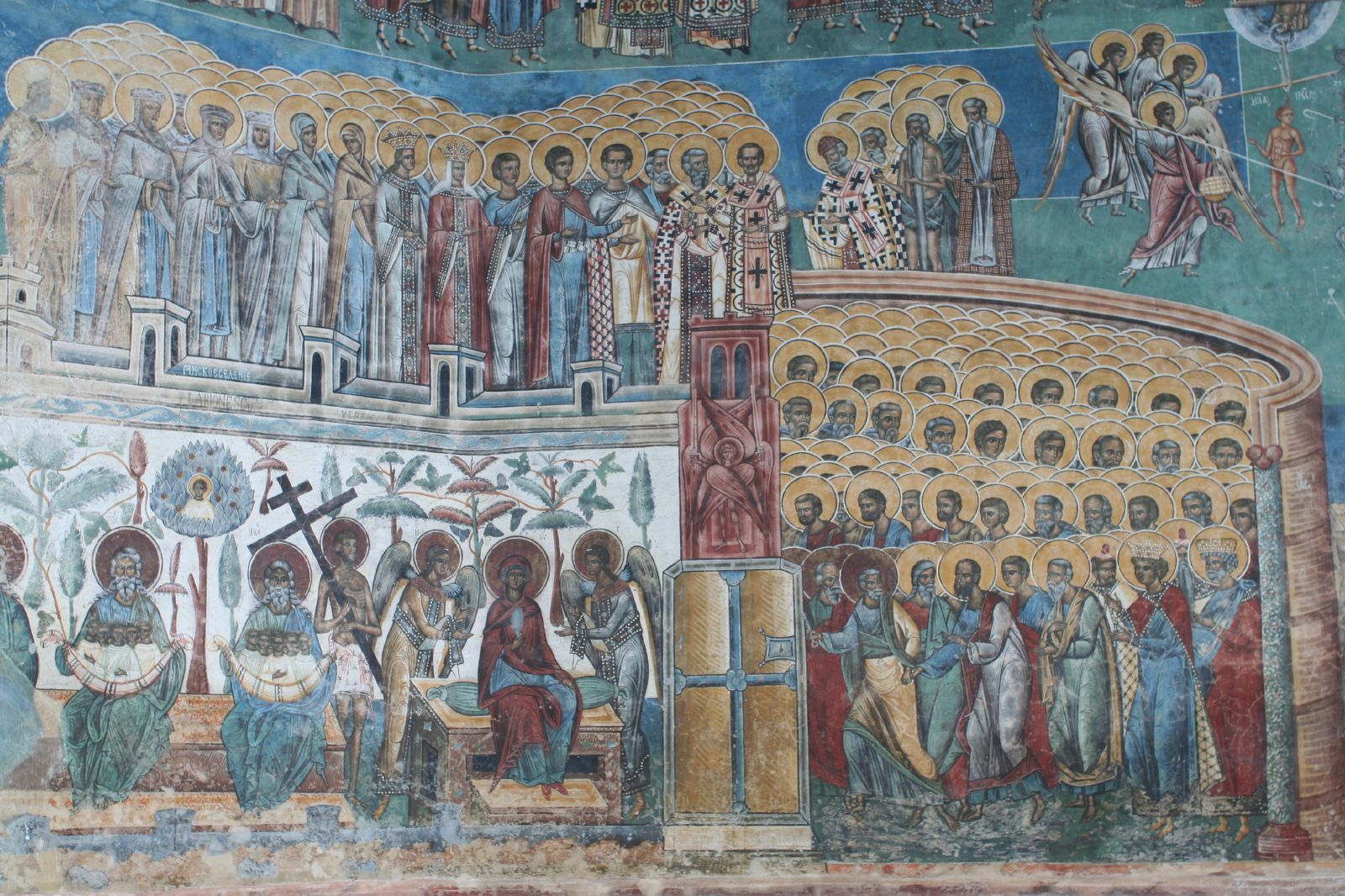
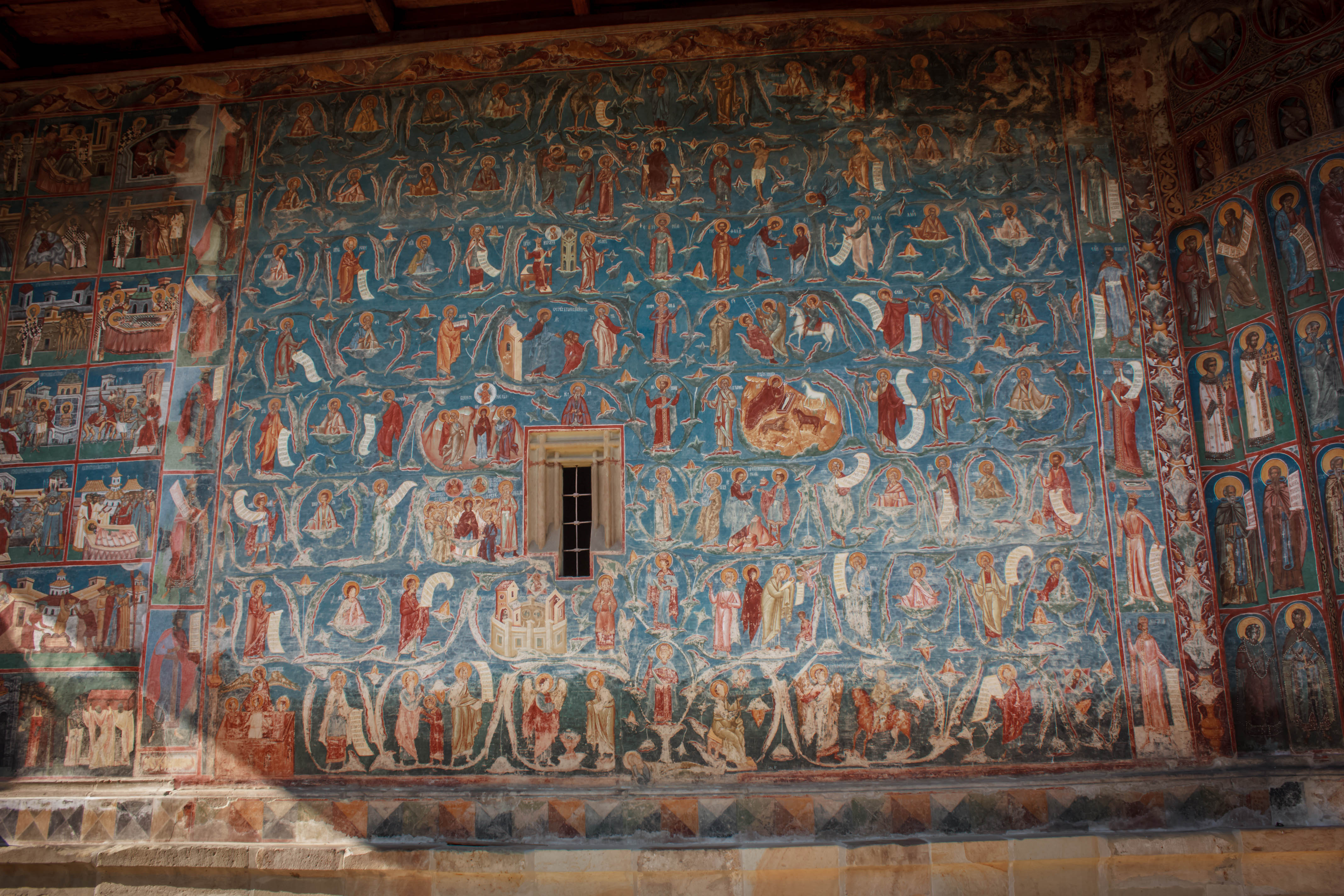
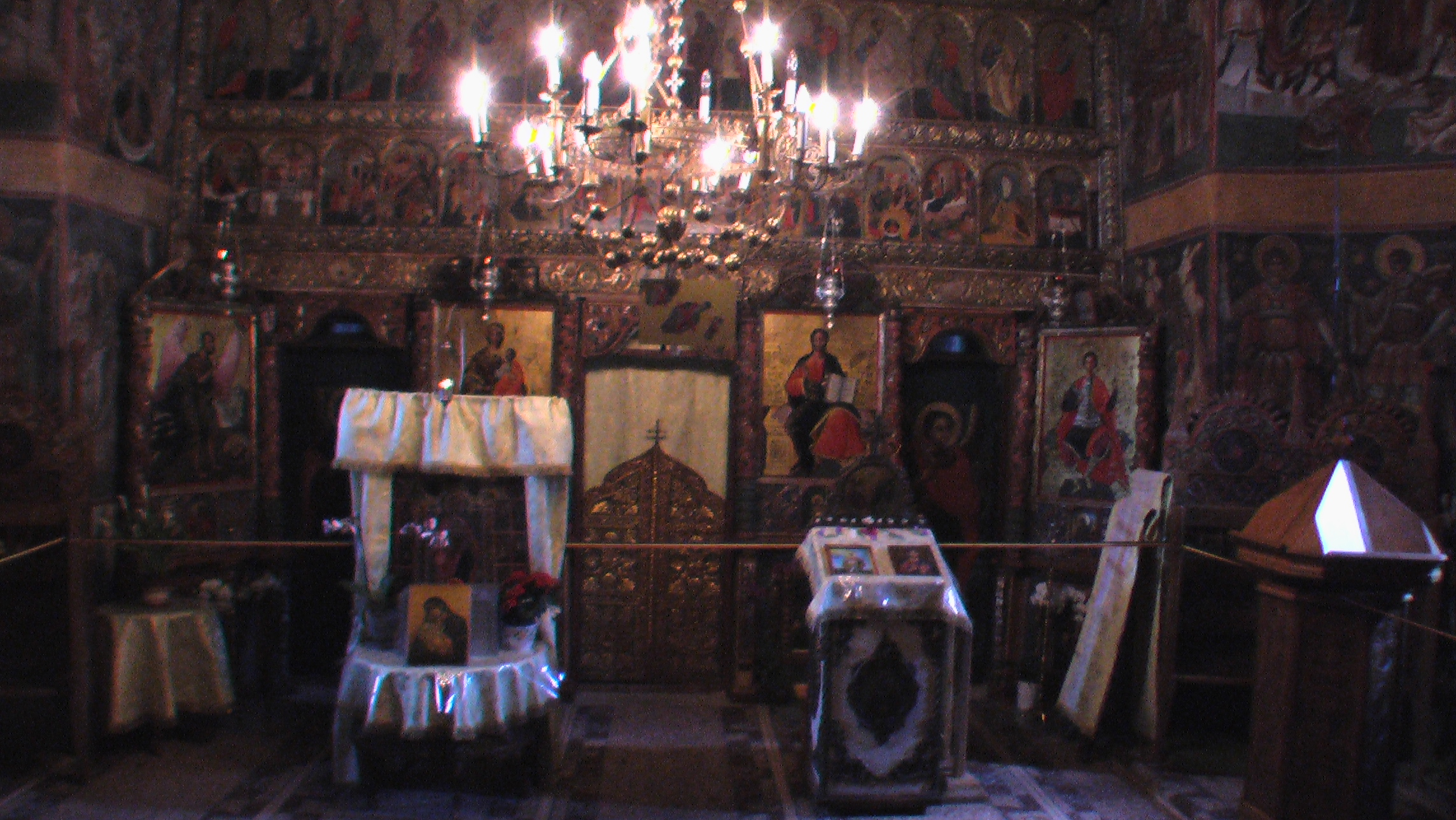
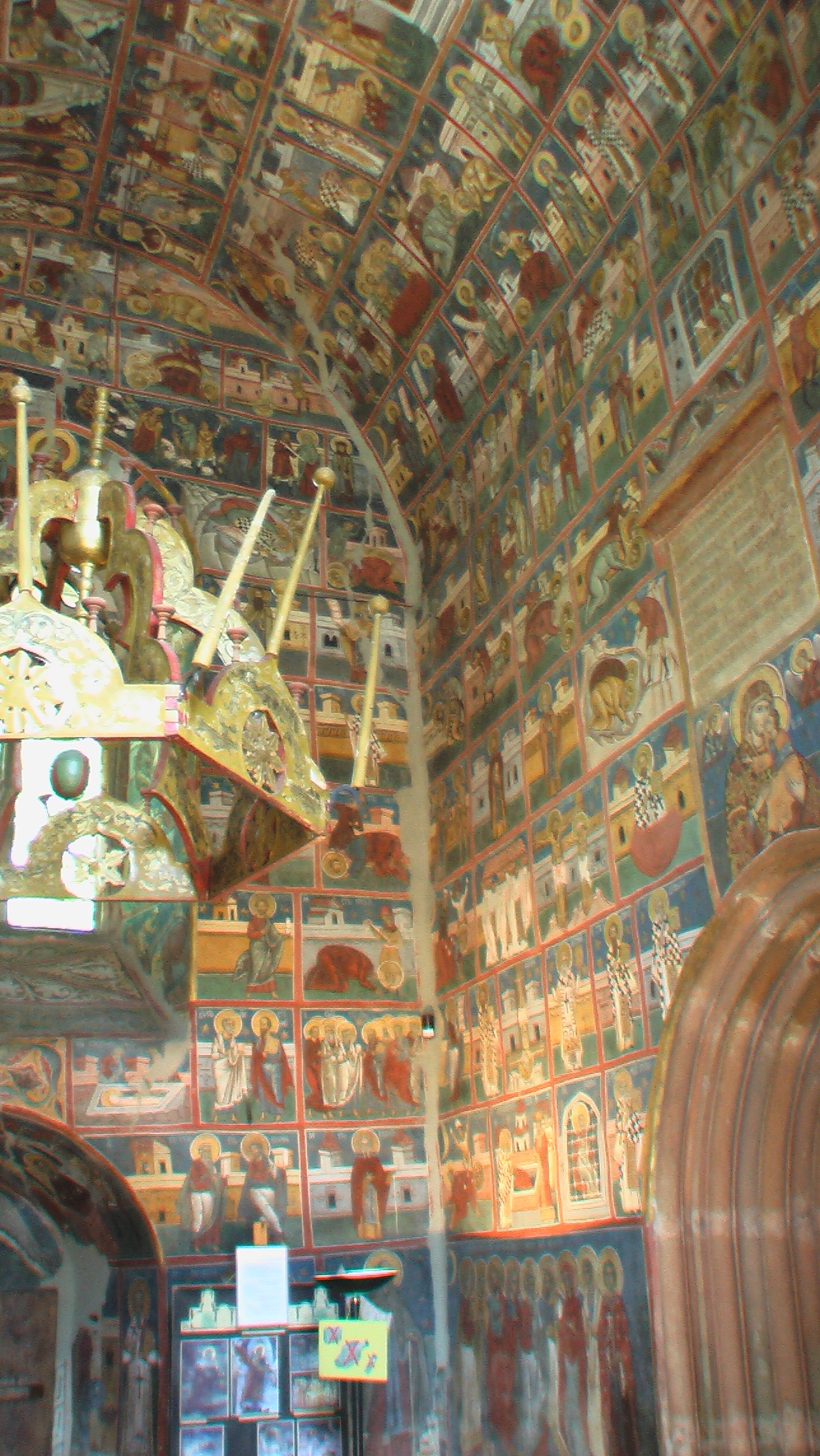